# Reclaim the Streets
Reclaim the Streets, également connu sous le sigle de RTS, est un collectif avec un idéal partagé de propriété communautaire (en) des espaces publics. Les participants caractérisent le collectif comme un mouvement de résistance politique opposé à la domination des corporations dans la mondialisation et à la voiture comme mode de transport dominant.
Reclaim the Streets organise des événements de réclamation de rue (en) d'action directe⁣⁣ non violents (désobéissance civile) tels que «l'invasion» d'une route principale, d'une route publique ou d'une autoroute pour organiser une fête. Bien que cela puisse gêner les utilisateurs réguliers de ces espaces, tels que les automobilistes et les usagers des transports en commun, la philosophie du RTS est que c'est la circulation routière⁣⁣ des véhicules, et non les piétons, qui est à l'origine de l'obstruction, et qu'en occupant la route, leur action libère l'espace public. Les événements sont généralement spectaculaires et colorés, avec de la musique, des bacs à sable dans lesquels les enfants peuvent jouer, de la nourriture gratuite, mais ils sont aussi connus pour dégénérer en émeutes et en violence.
Reclaim The Streets est formé à l'origine par Earth First!.

## Actions

### ROYAUME-UNI
- Camden High Street (en), le 14 mai 1995, la première grande action de fête de rue RTS prend le contrôle d'une rue animée de Londres et bloque la circulation automobile pendant un après-midi. L'action s'est réunie le matin et a quitté le Rainbow Center une église squattée à Kentish Town,
- Birmingham, le 6 août 1995[3]. Organisé avec une poignée de personnes, environ 200 personnes se présentent pour l'après-midi en famille avec un groupe live jouant à l'arrière d'un camion. Pour empêcher la police d'utiliser des tactiques anti-émeute pour nettoyer la rue à la fin, une procession avec musique et danse s'est dirigée vers un pub.
- Brighton, le 14 février 1996. Manifestation médiatisée en partie par Justice? (en) et SchNEWS (en) ferme une section du quartier North Laine de Brighton. Un château gonflable est érigé à un passage à niveau et la circulation est interrompue la majeure partie de l'après-midi.
- Autoroute M41 (en), Shepherd's Bush, Londres. 13 juillet 1996. Après un jeu du chat et de la souris avec la police, 6 000 manifestants s'emparent d'une partie de l'autoroute surélevée. De nombreux sound systems jouent. Cachés sous des danseurs marchant sur des échasses et portant d'énormes robes à armatures métalliques, des militants écologistes forent des trous dans le tarmac et plantent des arbres[4],[5],
- Pershore Road, Birmingham, le 17 août 1996[3],
- Mill Road, Cambridge (en), le 14 septembre 1996[6],
- Reclaim the Future, Liverpool, le 28 septembre 1996[7]
- Cowley Road, à Oxford le 31 octobre 1996[8] - Après-midi et soirée qui commence lorsque les systèmes de sonorisation des camions arrêtent la circulation en utilisant Cowley Road entre autour de Divinity Road et Rectory Road
- Trafalgar Square, 12 avril 1997. Le 'Never Mind The Ballots' protester contre les prochaines élections générales. Une Marse avec les dockers licenciés de Liverpool (en) commencé à Kennington Park (en) et s'est terminée à Trafalgar Square, dans le centre de Londres[9],[10].
- Grassmarket, Édimbourg, 11 août 1997[11]
- Lancement du métro en classe affaires. 5 juin 2001. 50 trains reçoivent des autocollants annonçant une nouvelle classe Cattle[12],[13].

### Mondial
- Février 1998 Sydney[14].
- Novembre 2014, India (Delhi, Mumbai) Raahgiri (Our Streets, Our Freedom) Sponsored by various media partners[15].